# Sint-Catharinakerk (Vilnius)
De Sint-Catharinakerk (Litouws; Šv. Kotrynos bažnyčia; Pools Kościół Świętej Katarzyny) is een voormalige kloosterkerk van de benedictijnen in de Litouwse hoofdstad Vilnius. De barokke kerk domineert de oude stad met haar beide torens en bevindt zich vlak bij het oude klooster van de dominicanen.

## Geschiedenis
Tegen het einde van de jaren 1620 arriveerden vanuit Nieśwież (het huidige Njasvizj in Wit-Rusland) Benedictijnse religieuzen in Vilnius. Zij bouwden er een houten kerk die in 1632 gewijd werd aan Sint-Catharina. In de loop der jaren werd het klooster vergroot en een nieuwe kerk van steen gebouwd. Na de Russisch-Poolse oorlog werd de kerk in het begin van de 18e eeuw herbouwd en na een verwoestende brand in 1737 volgde een reconstructie in de jaren 1741-1773. 
Het interieur van de kerk, voltooid in de jaren 1760, wordt beschouwd als een meesterwerk van de late barok. In deze periode werden ook de beide rococo torens gebouwd door de Silezische architect Johann Christoph Glaubitz (Litouws: Jonas Kristupas Glaubicas; Pools Jan Krzysztof Glaubitz), die eerder de Johanneskerk en later de Grote Synagoge bouwde. Het klooster bezat een enorme bibliotheek, die gedeeltelijk bewaard bleef in de Nationale Bibliotheek van Litouwen.
Tijdens de bezetting van de stad door de troepen van Napoleon werd de kerk vanaf juni 1812 gebruikt als opslagruimte en dienden de gebouwen van het klooster als lazaret. Tegen het einde van de 19e eeuw namen Franciscaanse religieuzen van het Sint-Michaëlklooster er hun intrek om er zieken te verplegen. Vervolgens maakten zij plaats voor een middelbare school voor meisjes.         
In 1915 werd de stad bezet door de Duitse troepen. Hiermee kwam een einde aan de Russische autoriteit over Litouwen. De buste van Aleksandr Poesjkin voor de kerk werd verwijderd, die de Polen in 1922 vervingen door een beeld van de Poolse componist Stanisław Moniuszko.  
Net als de meest Polen werden ook de religieuzen in 1946 verbannen naar de gebieden binnen de nieuwe naoorlogse Poolse grenzen. De Sovjet-autoriteiten lieten de kerk aan de eredienst onttrekken en er een depot voor kunstobjecten van lokale musea vestigen en het klooster werd veranderd in een complex voor wooneenheden. In 1990 werd de kerk teruggegeven aan het aartsbisdom van Vilnius. Na een jarenlange restauratie opende de kerk haar deuren opnieuw in 2006. In het kader van een overeenkomst tussen het aartsbisdom en de stad Vilnius wordt de kerk als een multicultureel centrum voor kunst, theater, poëzie en muziek gebruikt. De barokke altaarschilderijen van de beroemde schilder Szymon Czechowicz bevinden zich nog altijd in het Litouwse Kunstmuseum.  